# Pomnik Friedricha Ludwiga Jahna w Sycowie
Pomnik Friedricha Ludwiga Jahna w Sycowie (niem. Jahn-Denkmal), także głaz Jahna (niem. Jahnstein) – nieistniejący pomnik niemieckiego teoretyka gimnastyki i propagatora ćwiczeń gimnastycznych Friedricha Ludwiga Jahna, uznawanego za „Ojca” (niem. Turnvater Jahn) gimnastyki sportowej, odsłonięty w mieście Syców (ówcześnie niem. Groß Wartenberg), leżącym w powiecie oleśnickim, w województwie dolnośląskim.

## Opis
Pomnik Friedricha Ludwiga Jahna w Sycowie odsłonięty został 13 listopada 1910 roku. Zbiórka uczestników uroczystości miała miejsce na dziedzińcu browaru miejskiego. Następnie pochód wraz z orkiestrą na przodzie wyruszył pod pomnik. Po przybyciu na miejsce chór wykonał pieśń An Friedrich Ludwig Jahn, wg słów Juliusa Krausa i muzyki Johanna Grohmanna. Po tym mowę wygłosił prezes Okręgu Śląsko-Poznańskiego Męskiego Towarzystwa Gimnastycznego, nauczyciel seminarium o nazwisku Daerr z Kluczborka. Po nim zabrał głos prezes sycowskiego Męskiego Towarzystwa Gimnastycznego, nauczyciel Paul, który przekazał monument i zasadzone za nim dąb pod opiekę miasta. W imieniu władz miejskich pomnik przejął burmistrz Karl Theodor Eisenmänger. Na zakończenie chór zaśpiewał O Deutschland, hoch in Ehren. Następnie goście udali się na komers do browaru miejskiego. Dzień zakończył się wieczorem towarzyskim w hotelu „Zum Weißen Adler”. Urządzono tam pokazy gimnastyczne i wystawiano przedstawienia teatralne. Ponadto śpiewano i tańczono.
Pomnik miał postać z grubsza opracowanego bloku granitowego wielkości człowieka. Na nim umieszczono brązowy relief z popiersiem Jahna, a poniżej metalową tabliczkę z napisem: Dem Vater der deutschen Turnkunst Friedrich Ludwig Jahn zum Gedächtnis errichtet im 50. Jahre des Bestehens der Deutschen Turnschaft vom Männer-Turnverein Groß-Wartenberg (Ojcu niemieckiej gimnastyki Friedrichowi Ludwigowi Jahnowi na pamiątkę wzniosło w 50. roku istnienia niemieckiego ruchu gimnastycznego Męskie Towarzystwo Gimnastyczne w Sycowie). Pomnik nie zachował się, natomiast dąb rośnie do dzisiaj.